# Dicranota balarama
Dicranota balarama är en tvåvingeart som beskrevs av Alexander 1961. Dicranota balarama ingår i släktet Dicranota och familjen hårögonharkrankar. Inga underarter finns listade i Catalogue of Life.